# 特立尼达元
特立尼达元（英語：Trinidadian dollar）是1814年以前特立尼达岛使用的货币。特立尼达元由西班牙银元和其他西班牙殖民地时期的硬币分割而成。1811年前的货币汇率为1特立尼达元=8先令，1先令=12便士，1811年后的货币汇率为1特立尼达元=9先令。1814年特立尼达岛改用英镑作为官方货币。1905年重新启用了特立尼达元，先是流通特立尼达和多巴哥元，然后是英属西印度群岛元，后来又启用了特立尼达和多巴哥元。

## 硬币
1798-1801年间发行了由8雷亚尔硬币切割而成的先令。1804年切割了四分之一和二分之一的雷亚尔硬币作为3便士和6便士发行。1811年，8雷亚尔硬币被打孔，打孔后的雷亚尔硬币作为9先令发行，打孔下来的金属作为1 先令发行。所有的特立尼达元硬币都刻有 "T "字凹印。